# Stenostomum simplex
Stenostomum simplex är en plattmaskart. Stenostomum simplex ingår i släktet Stenostomum och familjen Stenostomidae. Inga underarter finns listade i Catalogue of Life.